# Chevrolet Spark
Chevrolet Spark — малолитражный автомобиль, выпускаемый General Motors с 2005 года. До 2015 года был известен на некоторых рынках, как Daewoo Matiz. А с 2015 до 2020 год за пределы Узбекистана поставлялся под маркой Ravon R2.
В настоящее время все три поколения автомобиля остаются в производстве, но на разных рынках.

## История
Выпуск Daewoo Matiz стартовал в 1998 году, но позднее на некоторых рынках автомобиль был переименован в Chevrolet Matiz. С 2005 года в СНГ используется наименование Chevrolet Spark, а в Европе (до 2010 года) — Chevrolet Matiz. Наименование Daewoo Matiz сохранилось для СНГ (модель M150) и Южной Кореи (до 2011 года).

## Первое поколение (M200/M250)
На Парижском Автосалоне 2004 года был представлен концепт Chevrolet M3X, ставший основой для второго поколения модели Matiz, представленного годом позже. В Европе и СНГ автомобиль нового поколения получил наименование Chevrolet Spark.
Дизайном новой модели занималась студия Italdesign Giugiaro. Модель получила обновлённую линейку двигателей, пониженный коэффициент аэродинамического сопротивления и пониженный расход топлива. Интерьер модели также был сильно изменён, например, панель приборов была перемещена с водительской стороны торпедо в центральную часть. Также значительные изменения претерпела подвеска.
Автомобиль комплектовался на выбор двумя бензиновыми двигателями: трёхцилиндровым 0,8 л мощностью 51 л.с и крутящим моментом 72Нм при 4400 об/мин, либо четырёхцилиндровым 1,0 л мощностью 65 л.с и крутящим моментом 91 Нм при 4,200 об/мин.
В Италии с 2007 по 2010 год производилась модель Chevrolet Matiz Eco Logic, было выпущено 60 000 машин. Затем началось производство в Индии.
В Южной Корее автомобиль производился под названием Daewoo Matiz, затем как Matiz Classic (с 2009 года). Автомобиль комплектовался только 0,8 л двигателем.
В 2011 году началась сборка автомобиля во Вьетнаме в городе Ханой под названием Chevrolet Spark Lite.
Модель имела большой успех — за 10 лет производства было продано 2,3 млн машин.

### Безопасность
| Euro NCAP                                       | Euro NCAP | Euro NCAP | Euro NCAP |
| ----------------------------------------------- | --------- | --------- | --------- |
| Рейтинги                                        | Пассажир  |           | 17        |
| Рейтинги                                        | Ребёнок   |           | 30        |
| Рейтинги                                        | Пешеход   |           | 13        |
| Протестированная модель: Chevrolet Matiz (2005) |           |           |           |

### Галерея

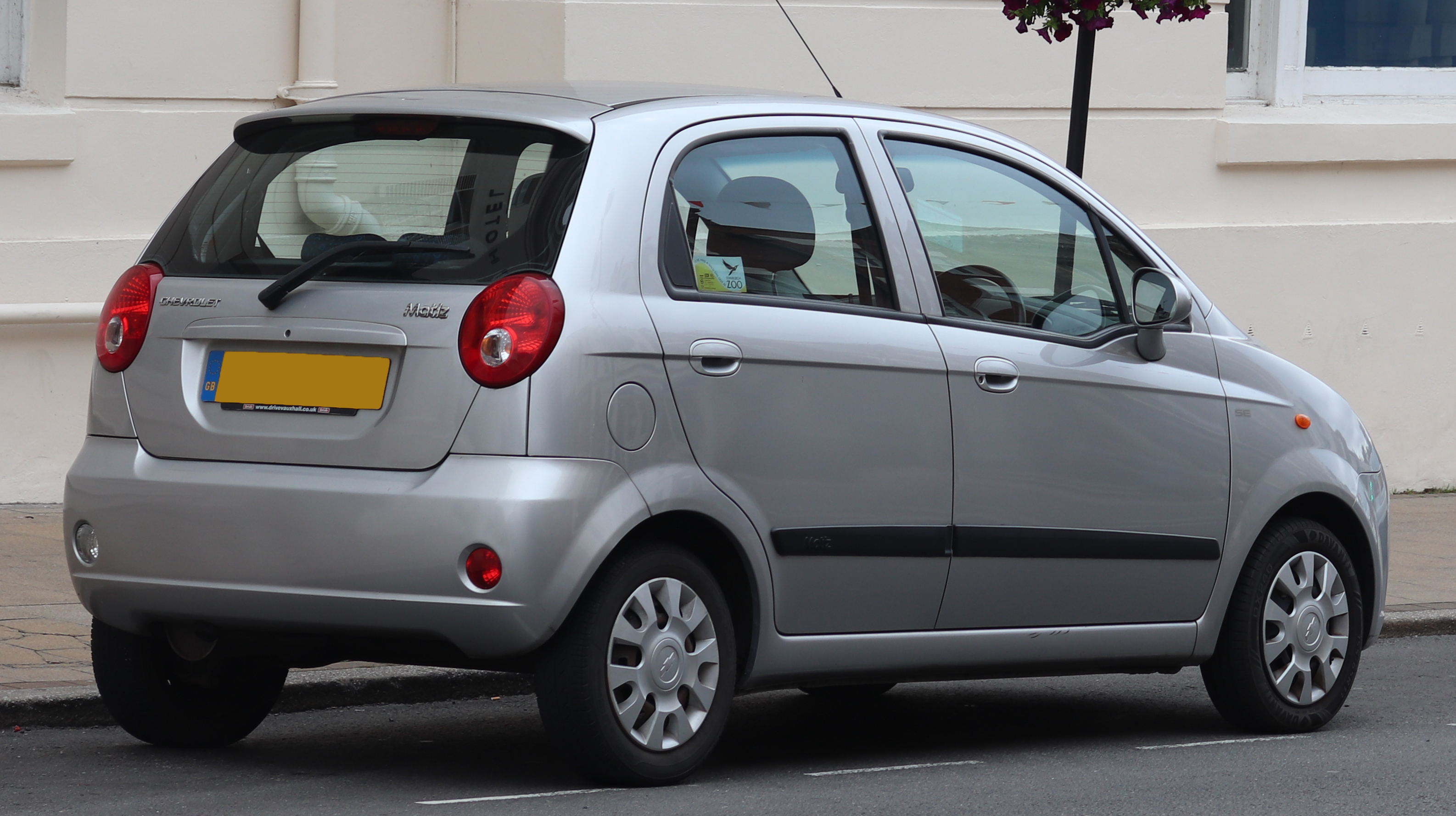
Вид сзади
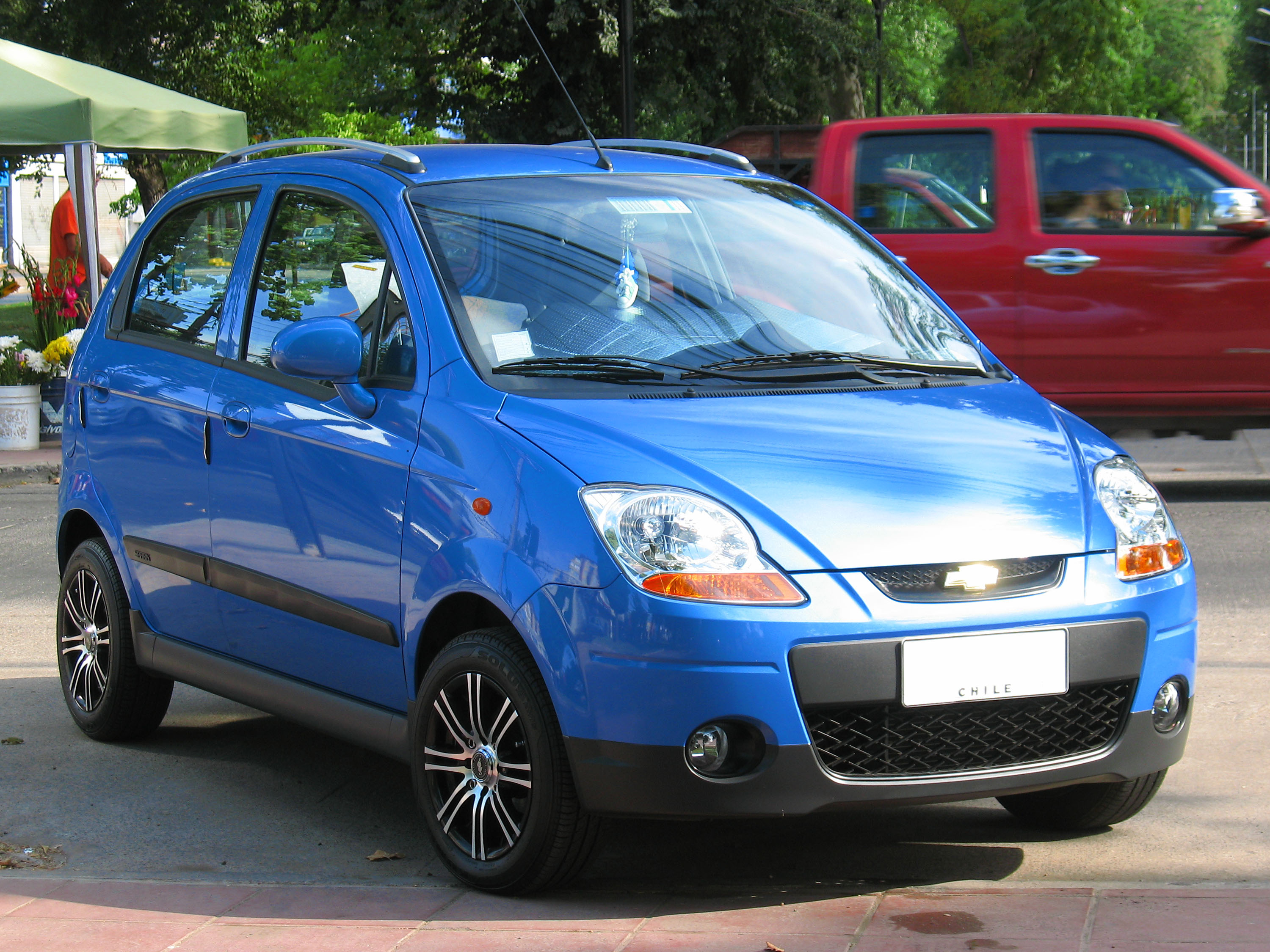
Chevrolet Spark Lite (М250)
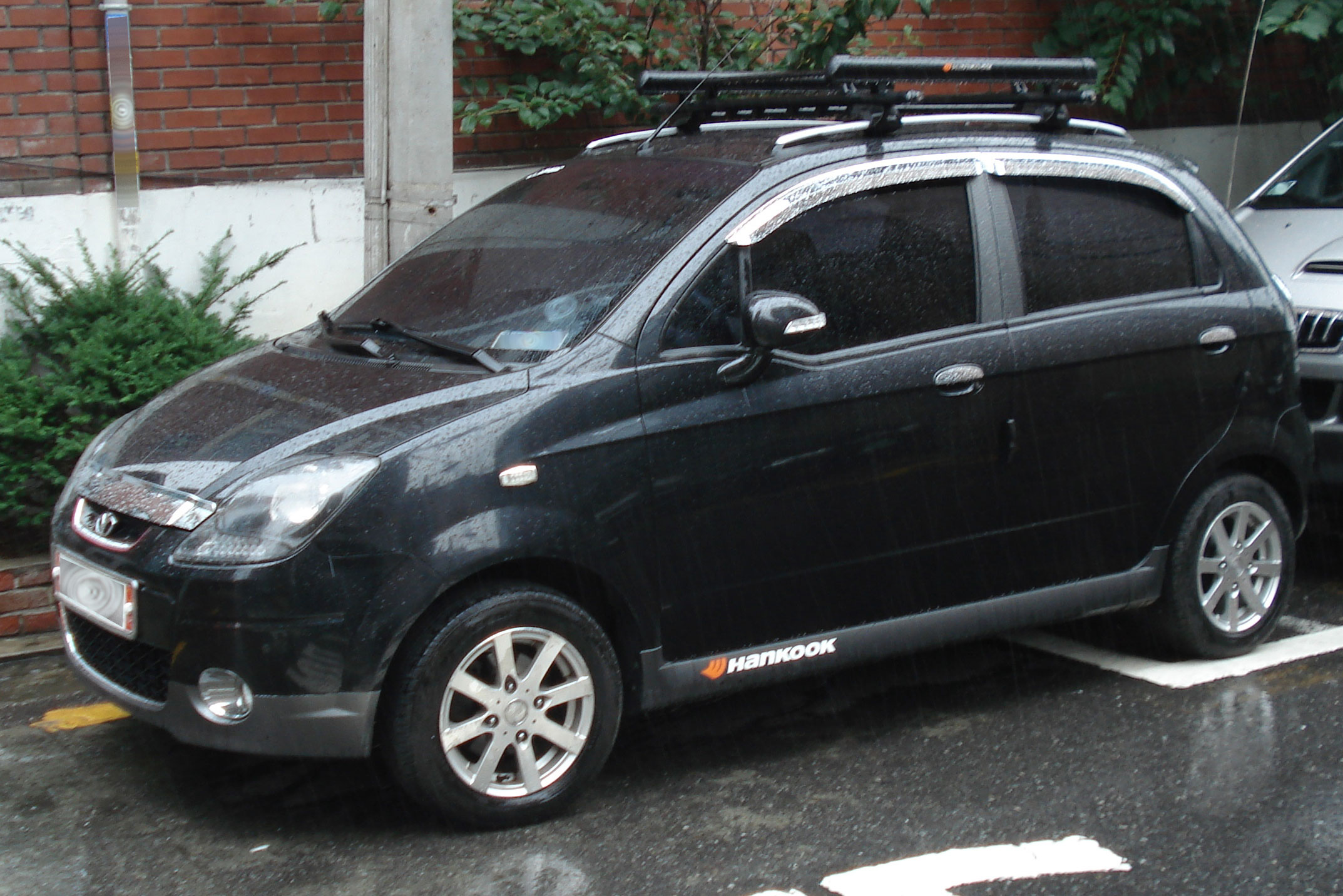
Daewoo Matiz M250
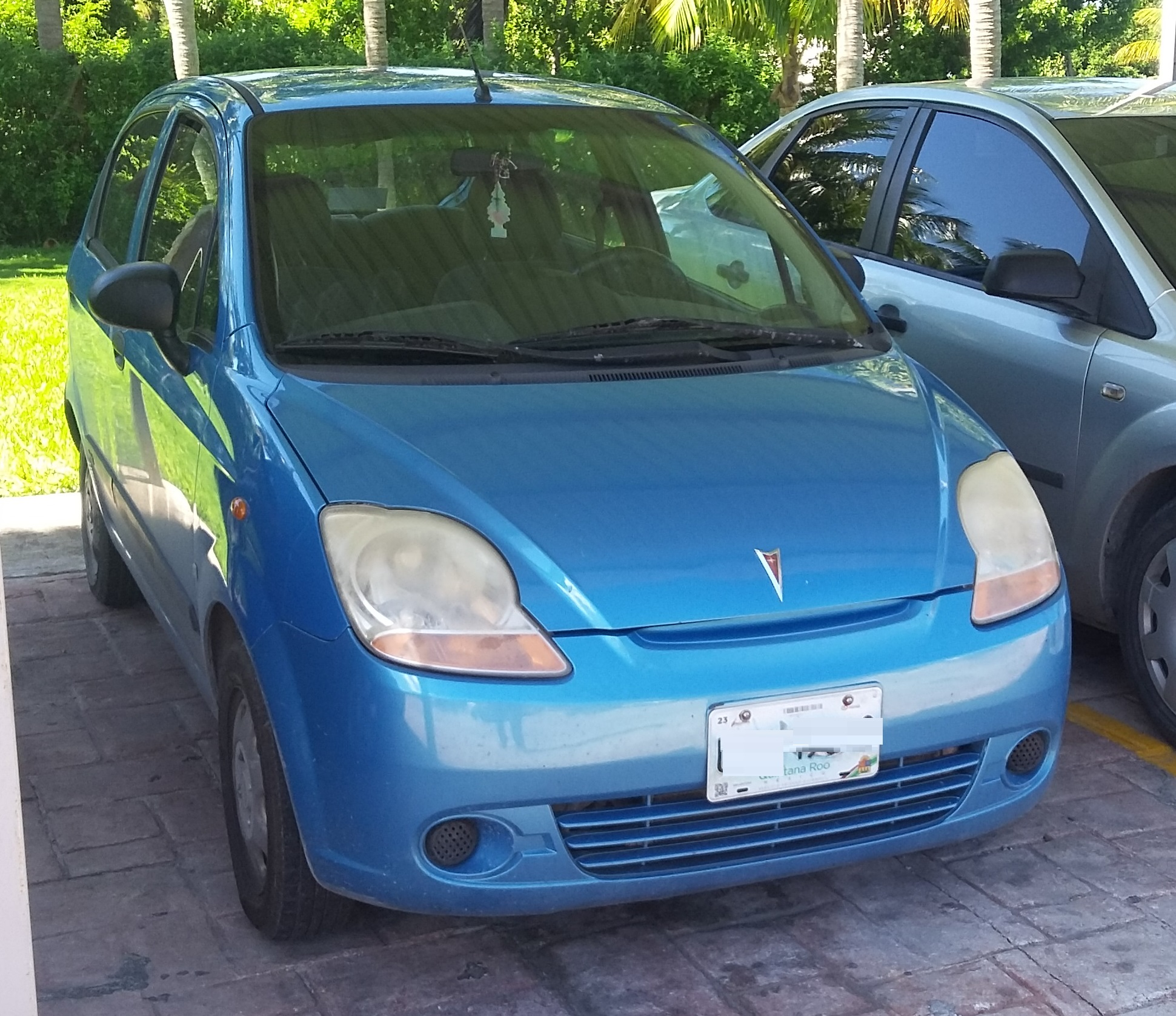
Pontiac G2 Matiz

## Второе поколение (M300)

### Концепт-кар (2007)

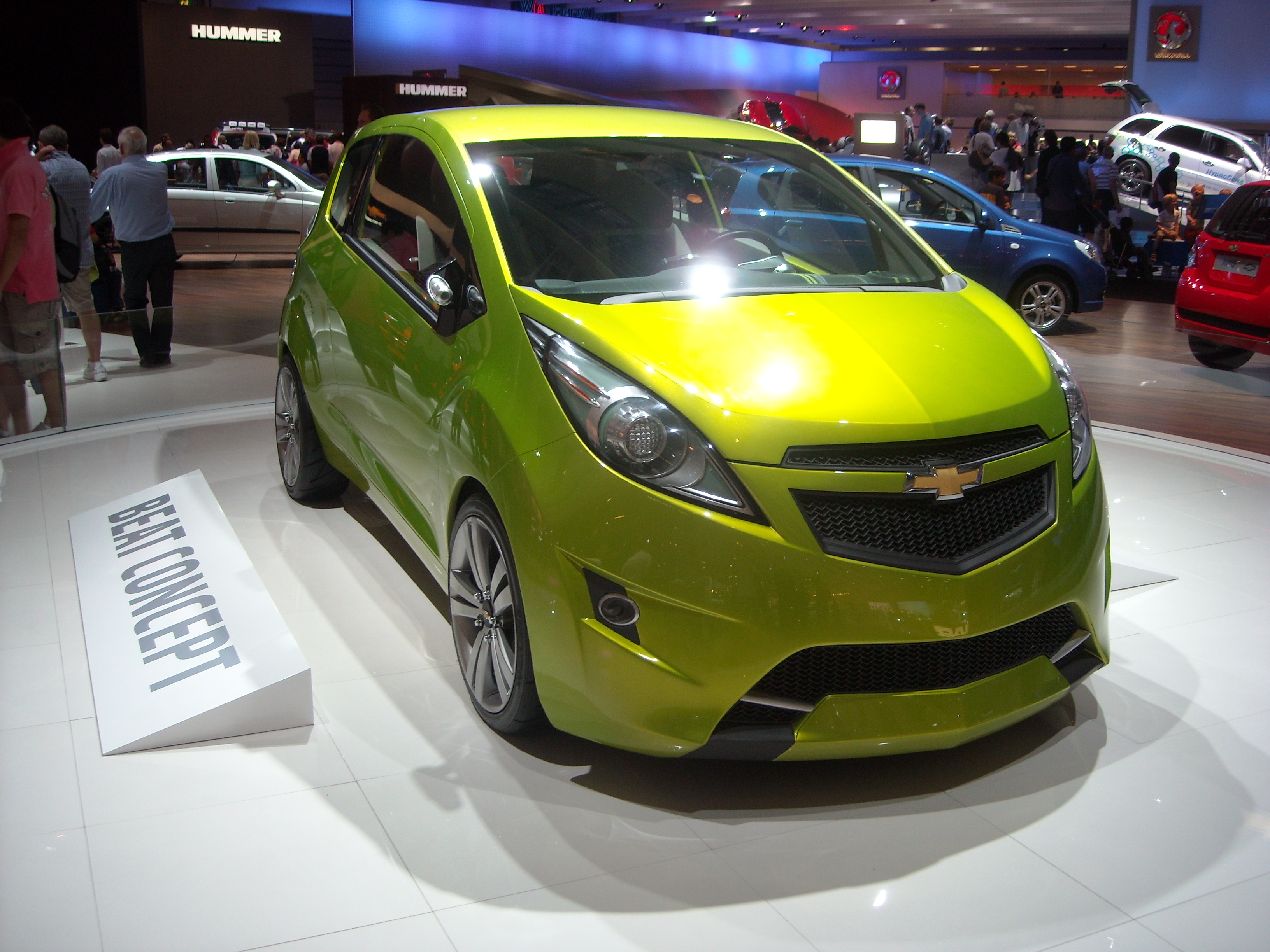
Chevrolet Beat

В 2007 году на автосалоне в Нью-Йорке были представлены концепты Chevrolet: Beat, Trax и Groove.
Концепт Beat представляет собой трёхдверный хетчбэк, основанный на модели Daewoo Kalos. Двигатель 1,2 л, турбодизельный в комплекте с автоматической трансмиссией.
В 2007 году на официальном сайте Chevrolet был проведён опрос, какой концепт из трёх вышеперечисленных больше всего нравятся людям. 50 % голосов получил Beat, что и стало толчком к началу через 2 года серийного производства.

### Серийная модель (2009)
Серийная модель была представлена на Женевском автосалоне в 2009 году, а продажи в Европе и СНГ стартовали в первом квартале 2010 года. В Индии автомобиль поступил в продажу в январе 2010 года. В Северной Америке продажи стартовали в 2012 году.
Модификация для Южной Кореи была представлена в 2009 году на автосалоне в Сеуле. Автомобиль второго поколения носил в Южной Корее название Daewoo Matiz Creative.
В октябре 2010 года на Австралийском международном автосалоне в Сиднее была показана модель для рынка Австралии, носящая название Holden Barina Spark. Продажи для рынка Австралии начались в 2011 году и завершились в 2018.
В Северной Америке продажи начались в августе 2012 года. С 2014 года на автомобиль стала устанавливаться АКПП производства Jatco, а также вариатор.
Производство в Узбекистане на заводе UzDaewoo началось в августе 2010 года. Оттуда автомобиль экспортируется в Россию, Казахстан и Украину. С 2016 по июнь 2020 года автомобиль продавался на российском рынке под названием Ravon R2. Машина предлагается с бензиновым мотором объёмом 1,2 литра (86 л. с.) и автоматической коробкой передач по цене от 389 тысяч рублей.
В ноябре 2016 года появились фотографии обновлённого Ravon R2. Автомобиль получил новую решётку радиатора и передний бампер, похожий на бампер рестайлинговой версии Chevrolet Spark M300. В июне 2020 года модели на российском рынке было возвращено прежнее название.
В Индии помимо бензиновых двигателей автомобиль комплектовался дизельным трёхцилиндровым двигателем мощностью 62 л.с и крутящим моментом 160 Нм. Продажи модели с этим двигателем начались в июле 2011 года.

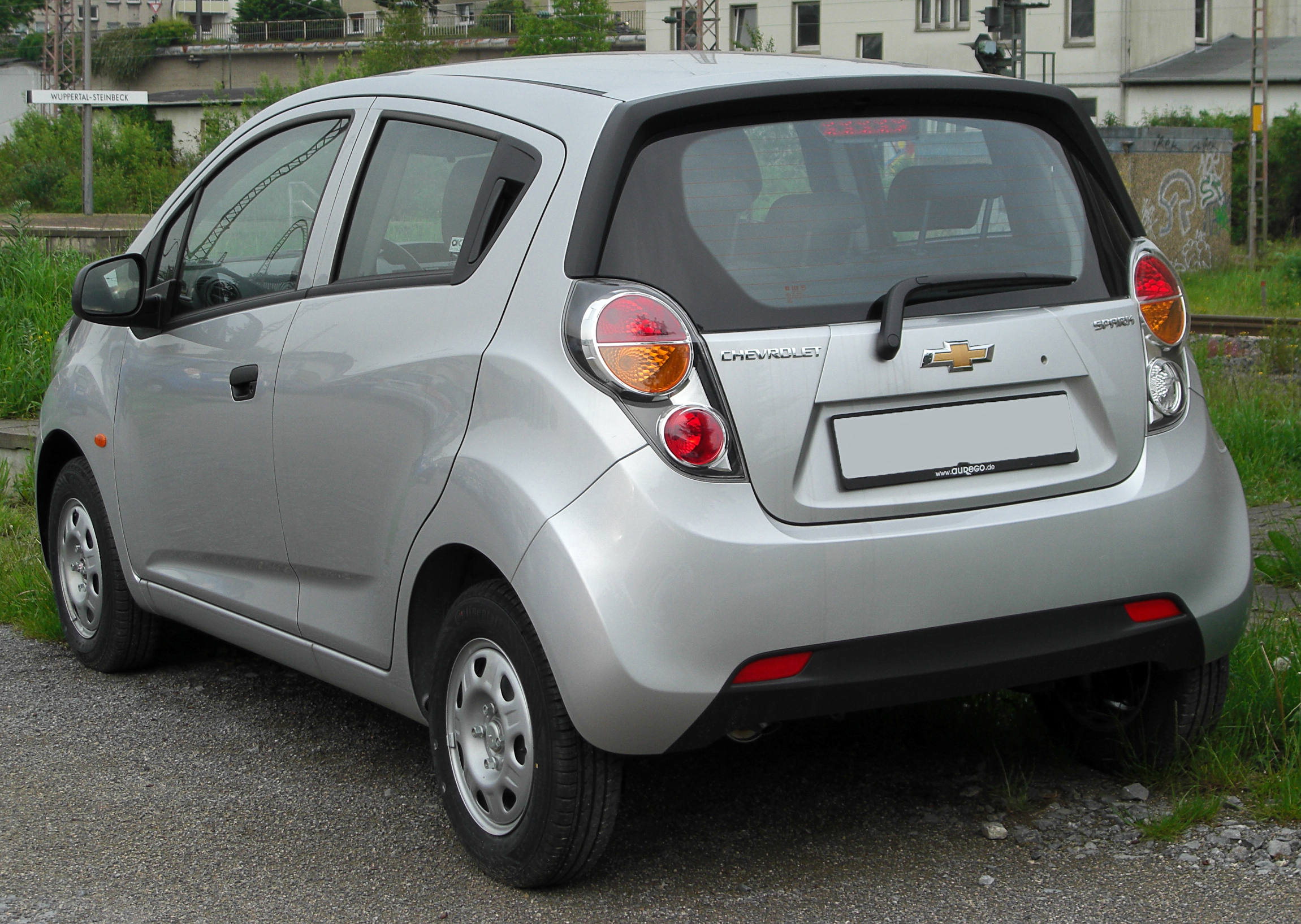
Вид сзади
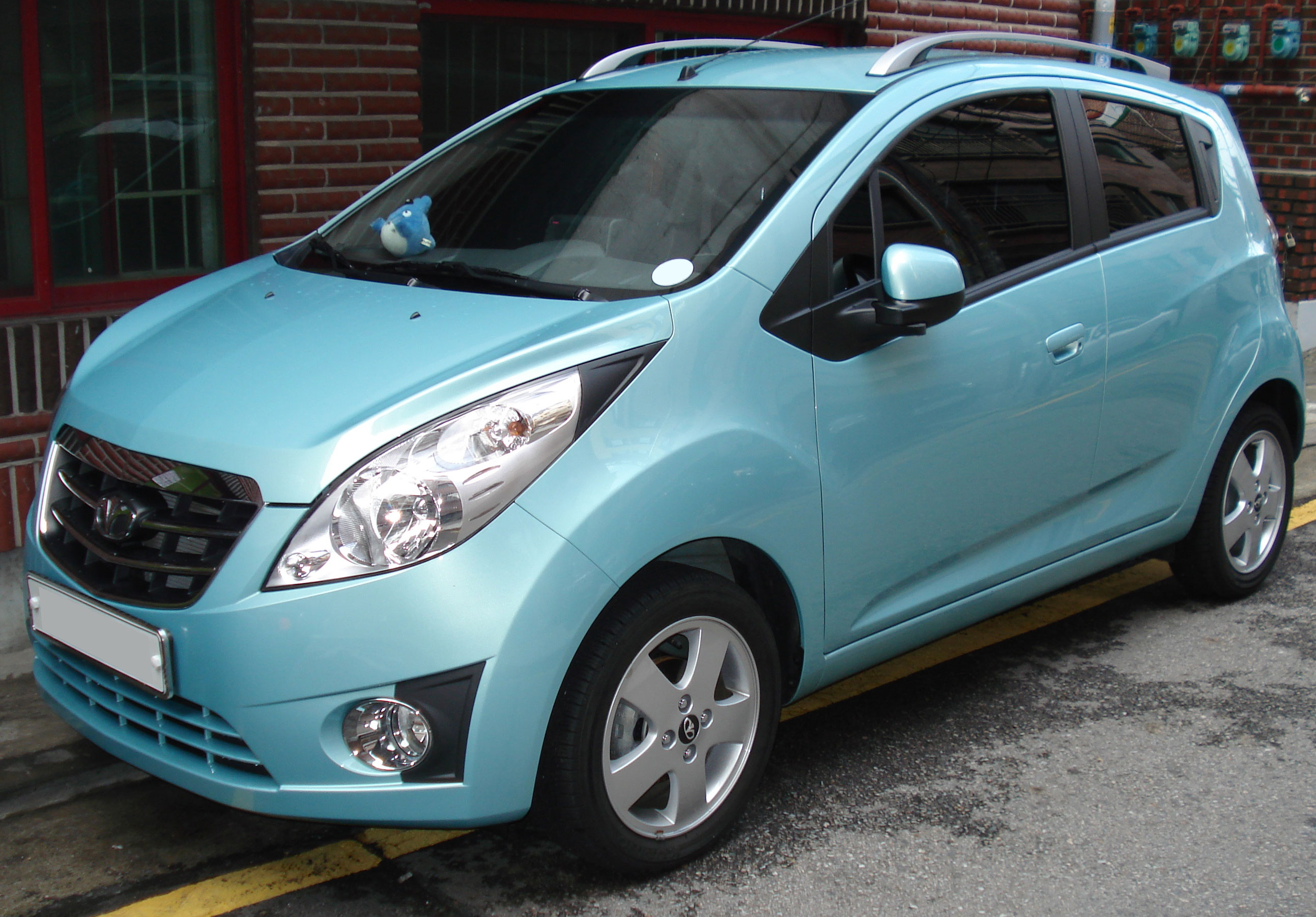
Daewoo Matiz Creative
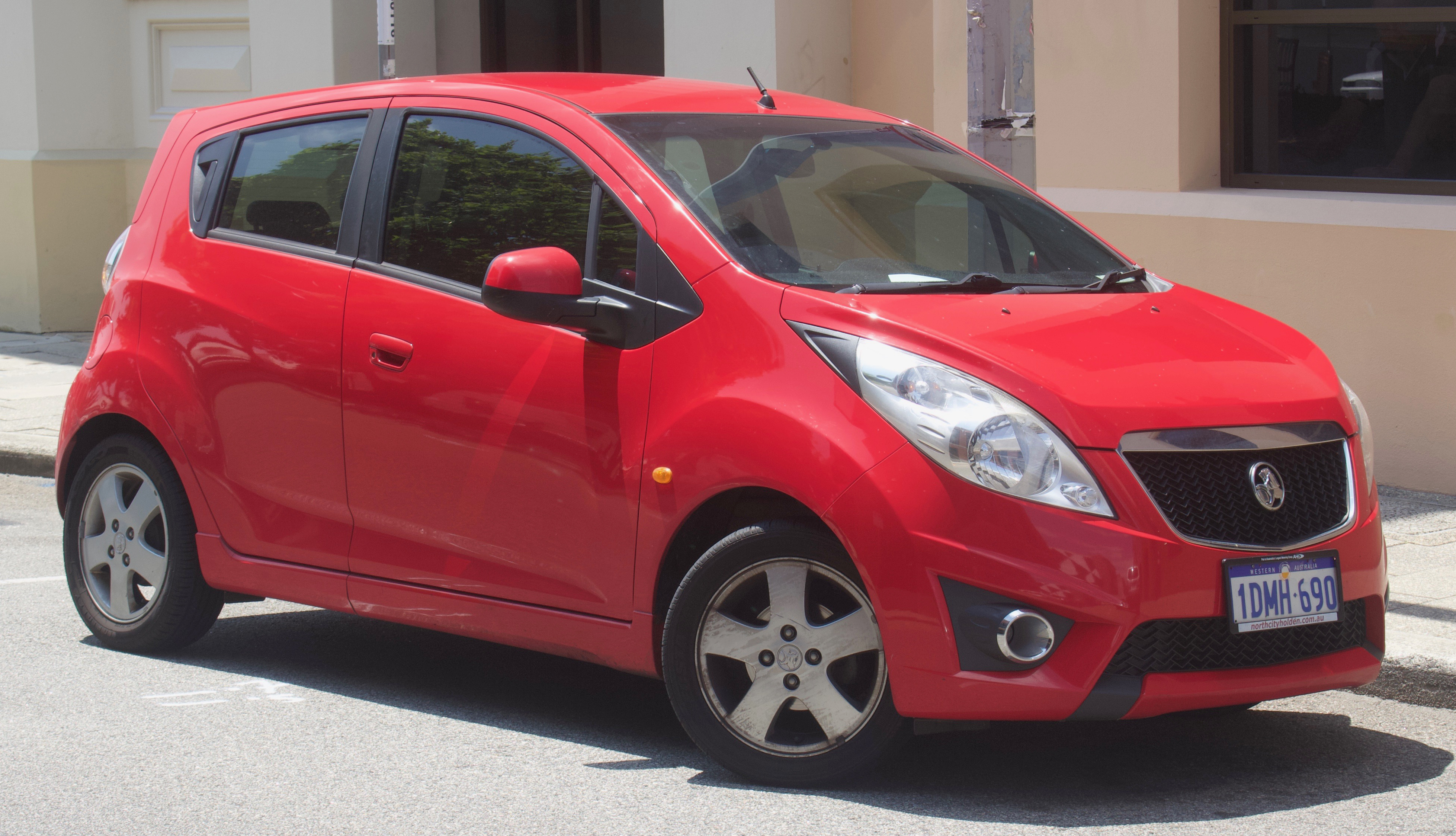
Holden Barina Spark CDX
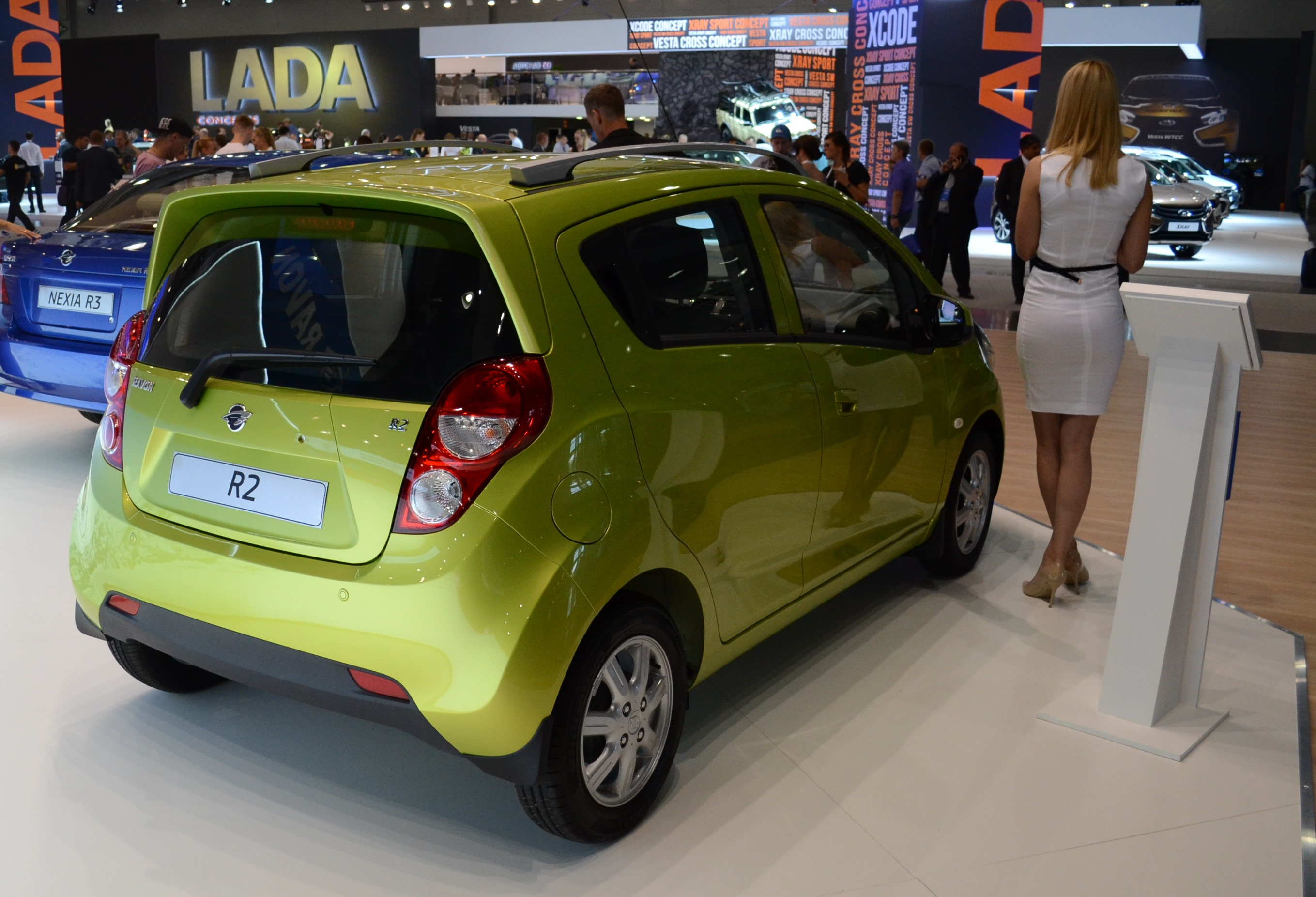
Ravon R2 на Московском автосалоне 2016
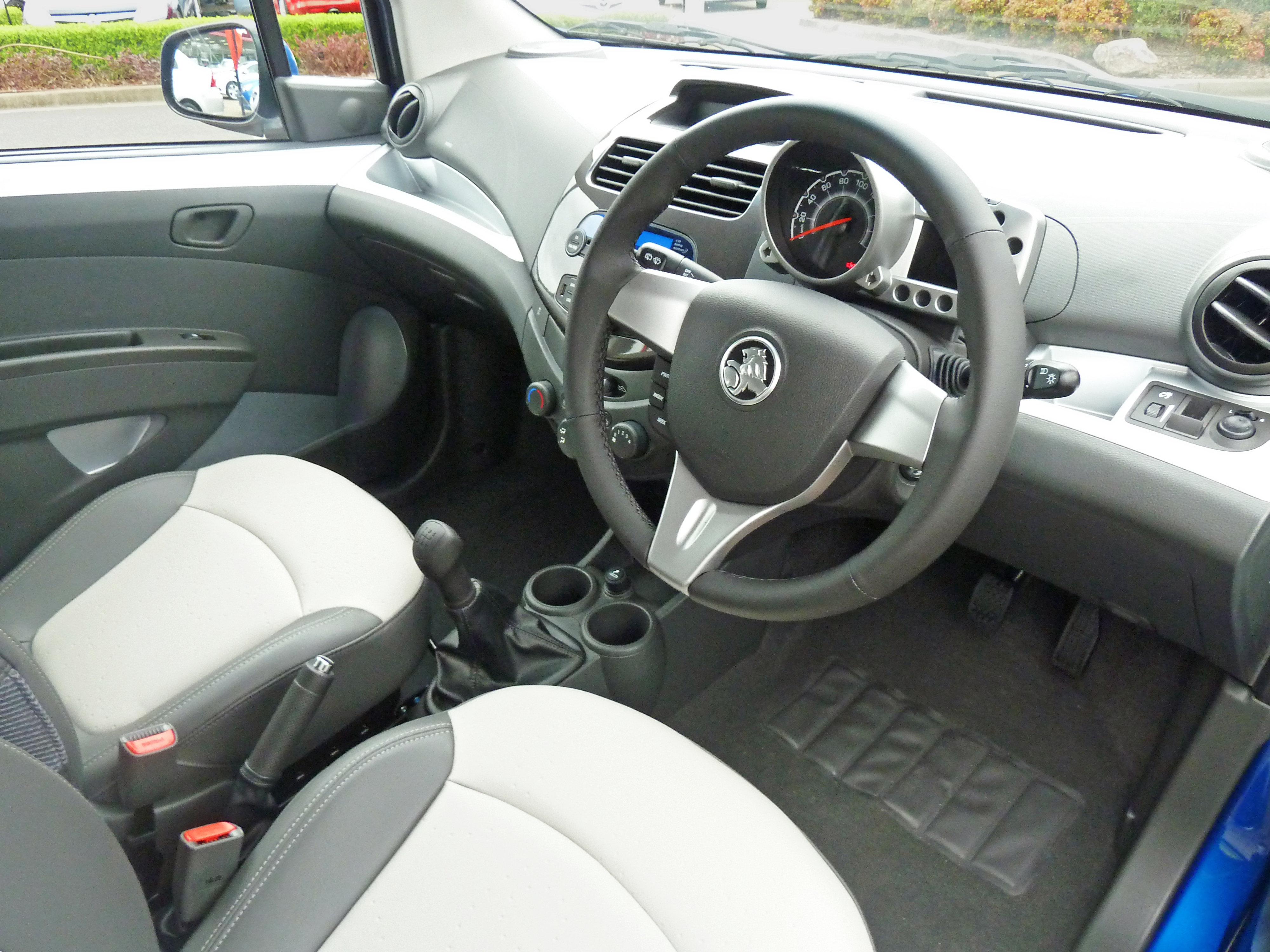
Интерьер (Holden Barina Spark)
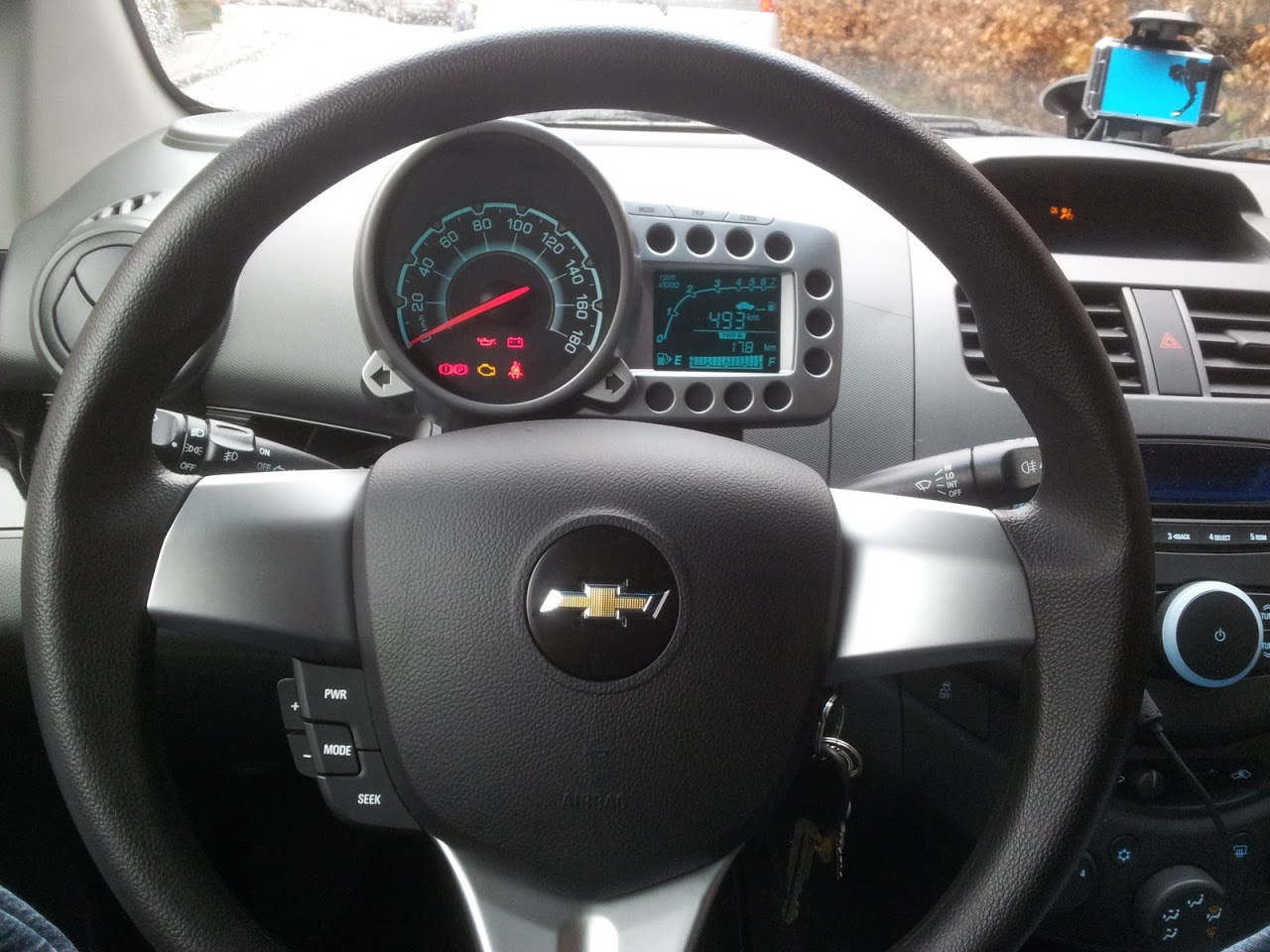
Панель приборов автомобиля закреплена на рулевой колонке

### Рестайлинг (2013)
В 2012 году на Парижском автосалоне была представлена обновлённая модель. Автомобиль получил обновлённую решётку радиатора, новый передний бампер, а также обновлённые передние фары. На большинстве рынков продажи стартовали в 2013 году. В Северной Америке с самого старта продаж была доступна только рестайлинговая модель. В Индии продажи стартовали в феврале 2014 года.

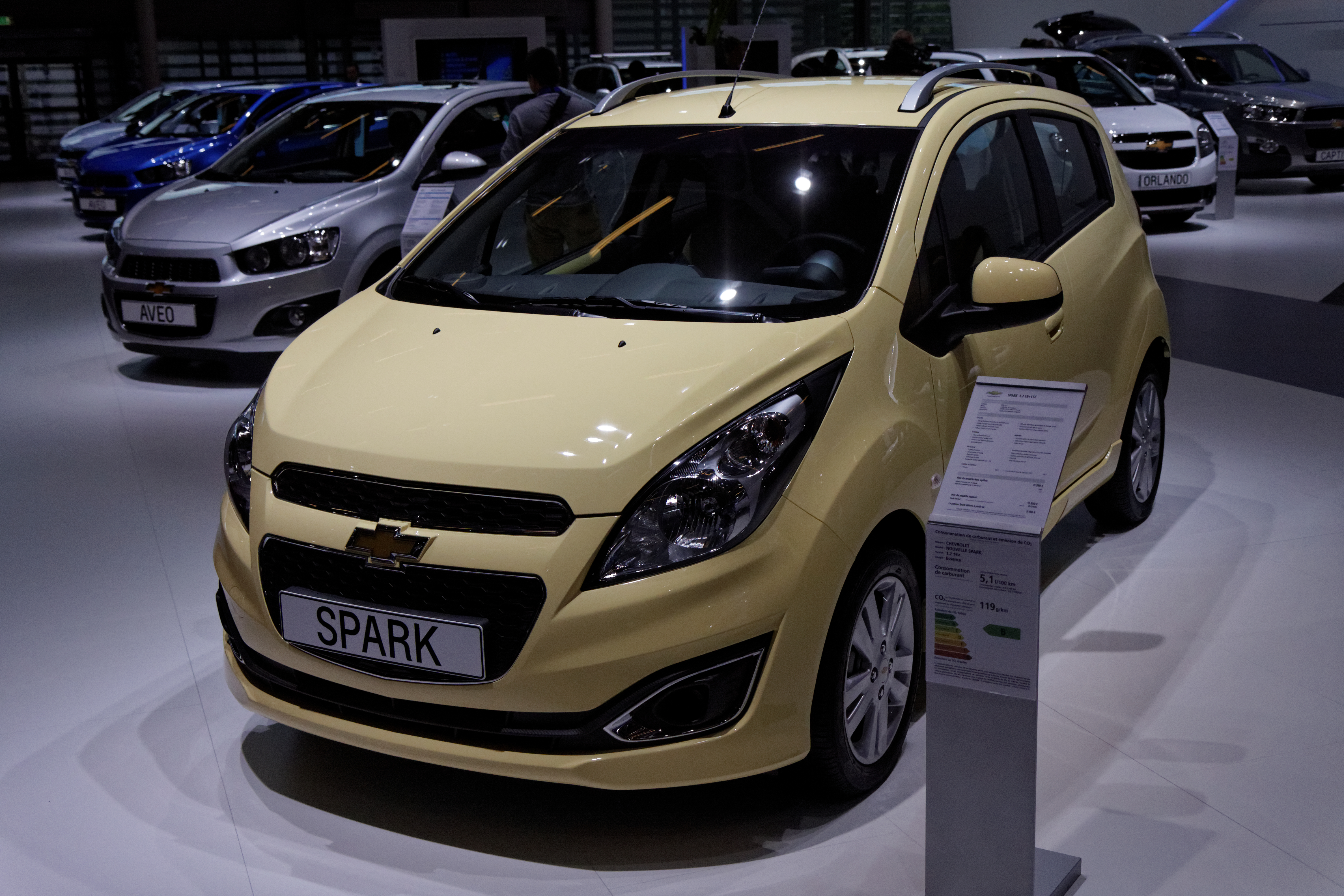
Рестайлинговая модель
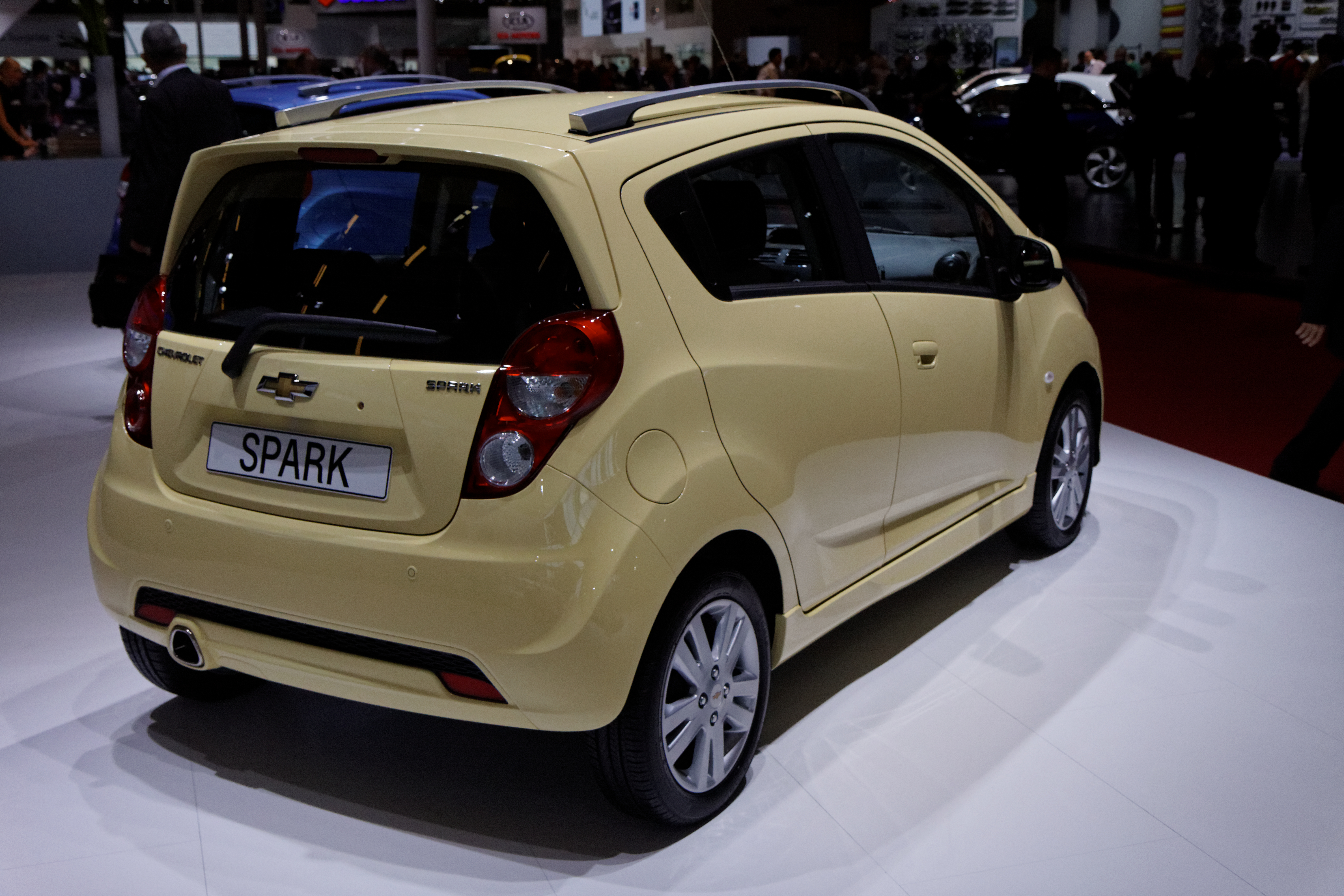
Вид сзади

### Нотчбэк (Латинская Америка)
В 2016 году для рынка Индии был представлен автомобиль в кузове нотчбэк. Планировалось назвать автомобиль Chevrolet Essentia. Но в 2017 году эти планы были свёрнуты, и было решено производить модель на латиноамериканском рынке.

### Activ (Латинская Америка)
Как и в случае с нотчбэком, планировалось продавать модель в Индии. Но планы были свёрнуты в 2017 году. С 2018 года модель производится в Латинской Америке.
Spark/Beat Activ представляет собой некую кросс-версию базовой модели, но помимо пластиковых обвесов и увеличенного клиренса автомобиль получил обновлённую решётку радиатора.

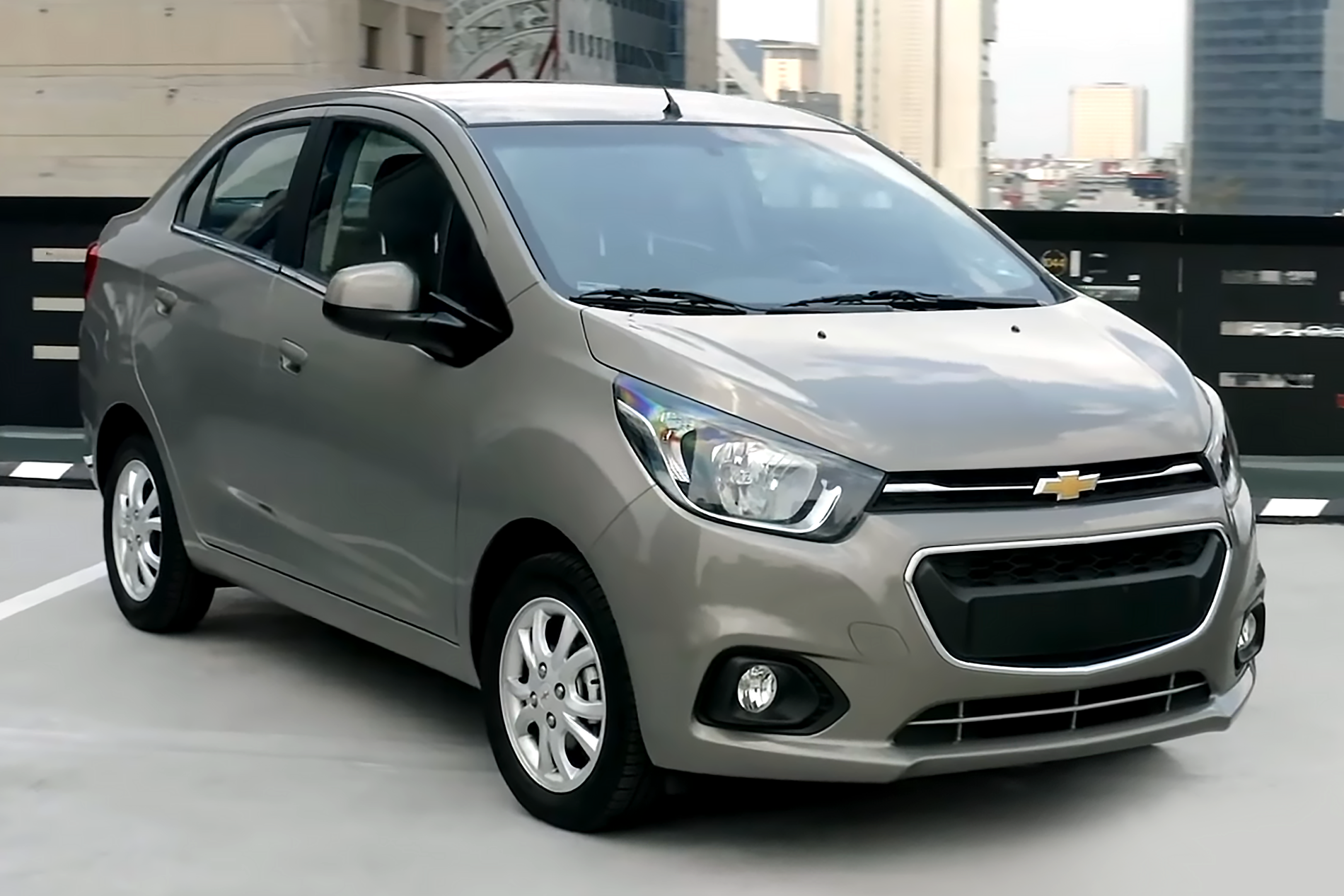
Нотчбэк
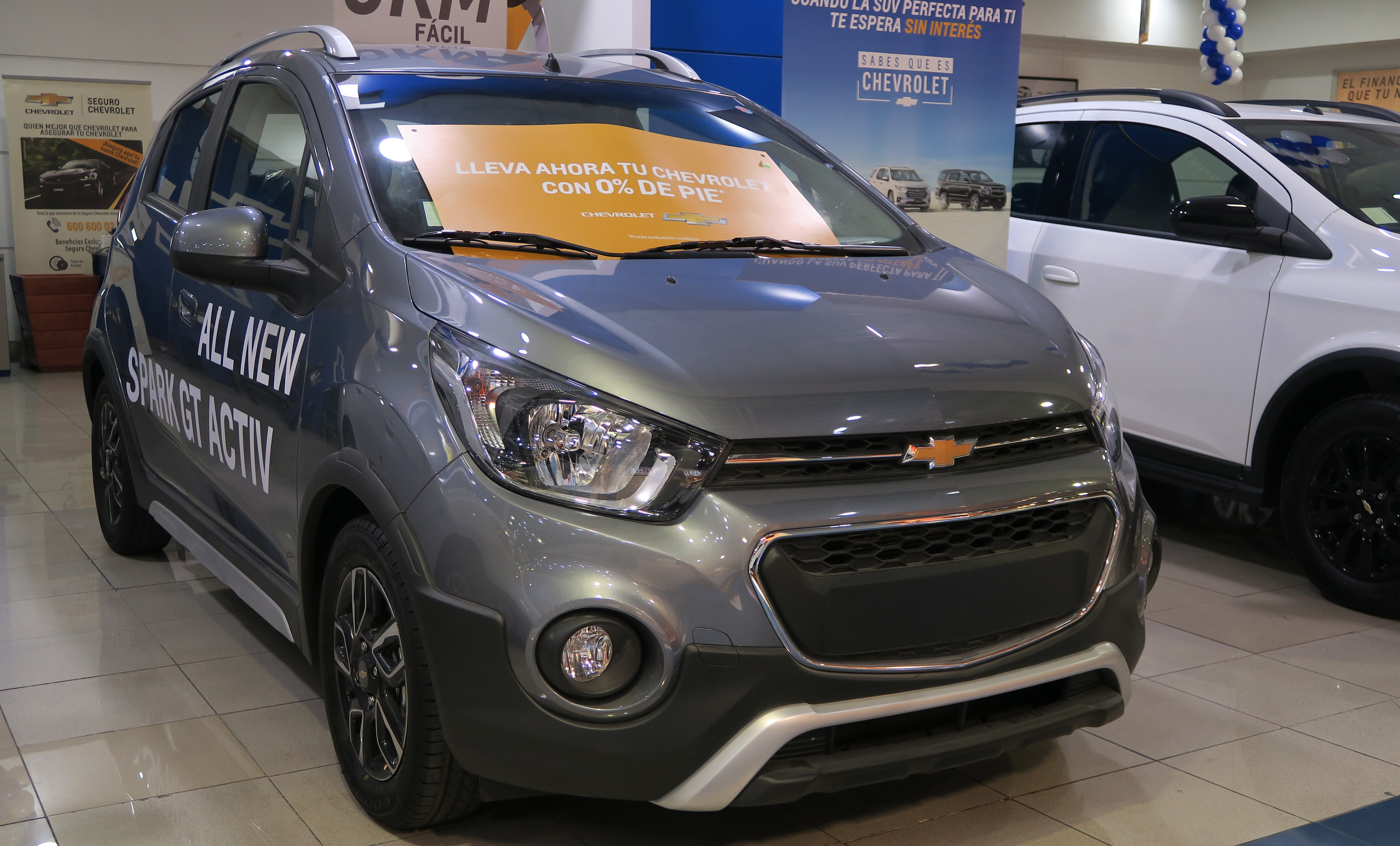
Spark/Beat Activ

## Третье поколение (M400)
Модель третьего и на 2021 год текущего поколения была представлена в 2015 году на автосалоне в Нью-Йорке. Продажи модели стартовали в четвёртом квартале 2015 года. Модель тесно связана с Opel Karl.
Автомобиль на выбор комплектуется двумя двигателями: 1,0 литровый двигатель мощностью 75 л.с (доступен только в Южной Корее) и 1,4 литровый двигатель мощностью 98 л.с, оба бензиновые.

### Рестайлинг (2018)
В 2018 году был проведён рестайлинг модели. Модель получила обновлённый внешний вид, в интерьере новая информационная система, среди улучшений безопасности система экстренного торможения (AEB). Продажи стартовали в третьем квартале 2018 года.

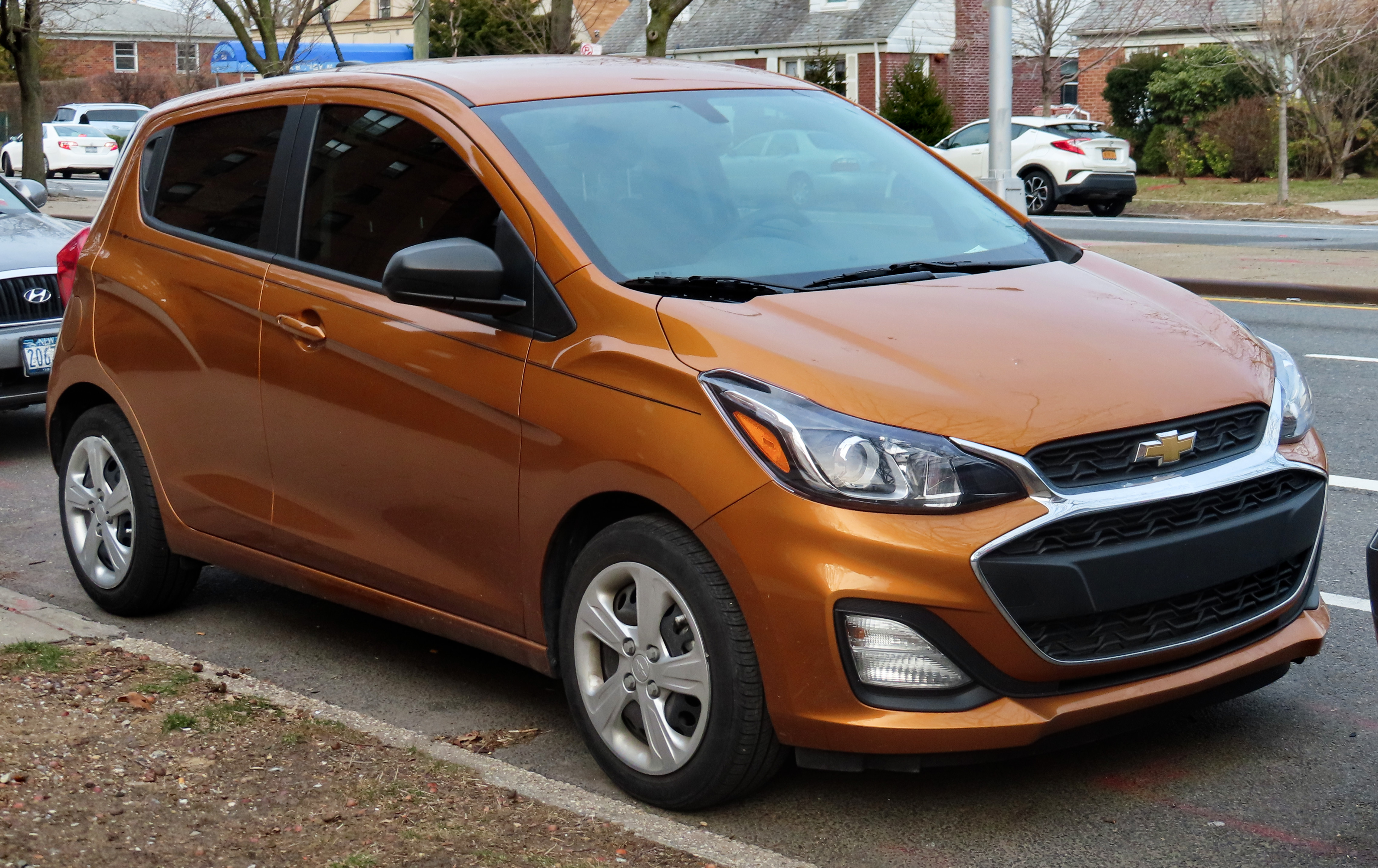
Рестайлинговая модель
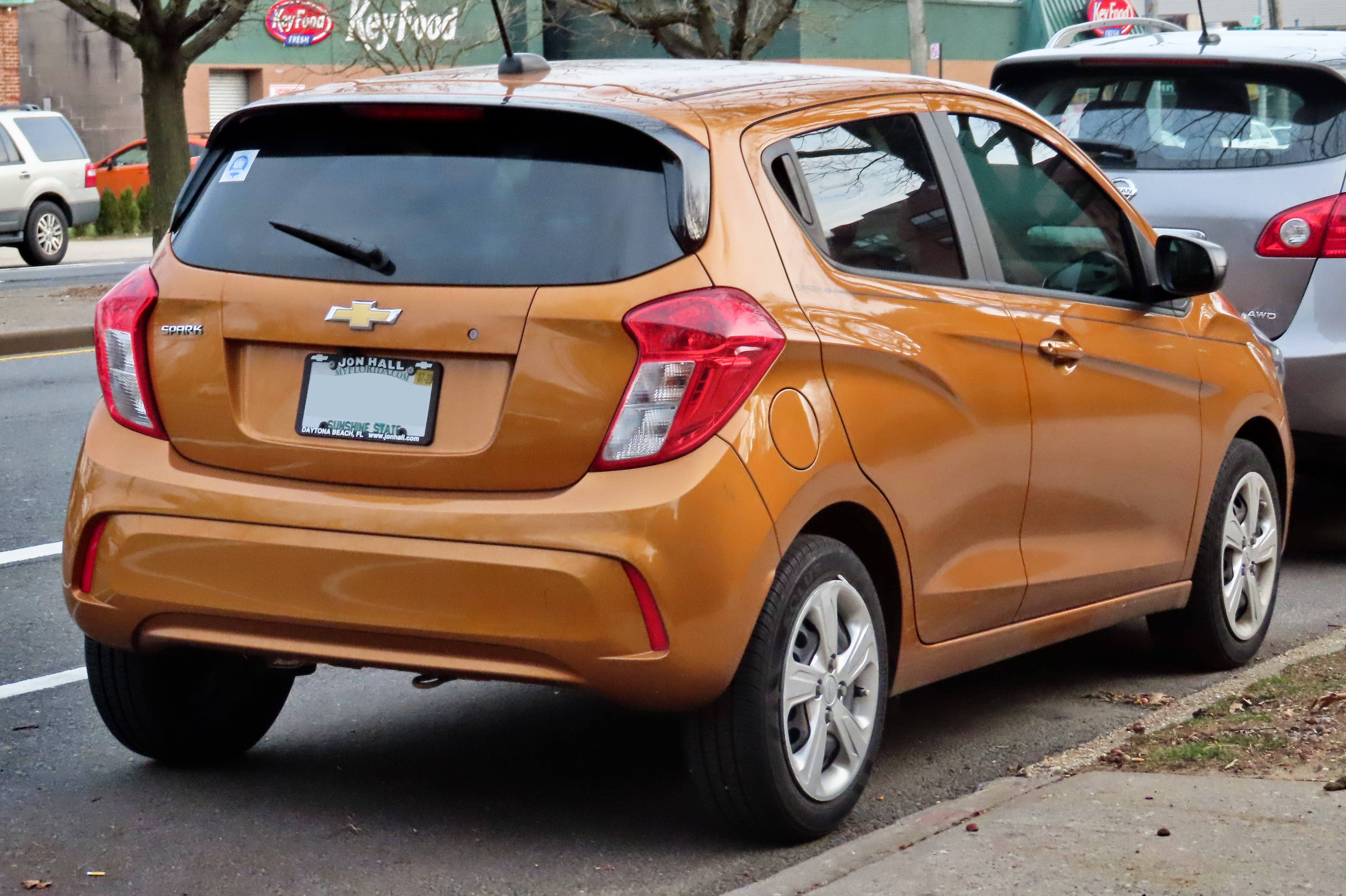
Вид сзади